# Абдул Тапсоба
Абдул Фессал Тапсоба (фр. Abdoul Fessal Tapsoba, нар. 23 серпня 2001, Бобо-Діуласо, Буркіна-Фасо) — буркінійський футболіст, форвард бельгійського клубу «Стандард» та національної збірної Буркіна-Фасо. На умовах оренди грає за французький «Ам'єн».

## Клубна кар'єра
Абдул Тапсоба починав грати у футбол у складі івуарійського клуба «АСЕК Мімозас», де своєю результатвиною грою у африканкській лізі чемпіонів привернув до себе увагу європейських клубів. І у 2019 році Тапсоба відбув в оренду до бельгійського «Стандарда», де переважно грав за резервну команду.
Після завершення орендного терміну футболіст підписав з бельгійським клубом контракт на постійній основі. І 8 серпня 2020 року Тапсоба дебютував у складі основної команди у чемпіонаті Бельгії, вийшовши на заміну у поєдинку проти «Серкль Брюгге».

## Кар'єра в збірній
29 березня 2021 року у відбірковому матчі до Кубку африканських націй проти команди Південного Судану Абдул Тапсоба дебютував у національній збірній Буркіна-Фасо.

## Титули і досягнення
- Чемпіон Молдови (1):

«Шериф»: 2022-23
- Володар Кубка Молдови (1):

«Шериф»: 2022-23